# Johan Cavalli
Johan Cavalli (Ajaccio, 12 settembre 1981) è un ex calciatore francese, di ruolo centrocampista.

## Carriera
Ha giocato nella massima serie di quattro paesi: in Francia con Lorient e Ajaccio, in Spagna con il Maiorca, in Inghilterra con il Watford e in Belgio con il Mons.
Conta una presenza in Coppa UEFA con il Lorient nel 2002-2003.